# First (album, David Gates)
First je debutové sólové studiové album Davida Gatese, frontmana hudební skupiny Bread.

## Seznam skladeb
Všechny skladby napsal David Gates.
1. „Sail Around the World“
2. „Sunday Rider“
3. „Soap (I Use The)“
4. „Suite: Clouds, Rain“
5. „Help Is on the Way“
6. „Ann“
7. „Do You Believe He's Comin'“
8. „Sight and Sound“
9. „Lorilee“

## Hudebníci
- David Gates
- Jimmy Getzoff
- Jim Gordon
- Jim Horn
- John Guerin
- Larry Carlton
- Larry Knechtel
- Louie Shelton
- Mike Botts
- Russ Kunkel